# Bassemberg
Bassemberg est une commune française située dans la circonscription administrative du Bas-Rhin et, depuis le 1er janvier 2021, dans le territoire de la Collectivité européenne d'Alsace, en région Grand Est.

## Géographie

### Localisation
Bassemberg se trouve à moins de deux kilomètres au sud-ouest de Villé et forme la première commune en remontant la vallée du Giessen d'Urbeis. La superficie s'étend sur 178 hectares et se décompose en deux secteurs bien distincts séparés par la vallée du Giessen :
- au nord, le versant méridional de la Honel dont l'altitude, de 475 mètres au Scheibenberg croît vers l'ouest jusqu'à 615 mètres. Ses pentes escarpées, autrefois cultivées, sont aujourd'hui couvertes de forêts ;
- au sud-ouest, le ban communal empiète légèrement sur la rive droite du Giessen en direction des autres villages du Comte-Ban (secteur ferme Eichmatt). Les pentes régulières et peu abruptes s'élèvent entre 280 et 330 mètres d'altitude et sont propices à l'agriculture.

Le village se trouve à 280 mètres d'altitude, au pied du coteau de la Honel. Sa situation proche du Giessen ne la protège pas des crues de la rivière.

### Communes limitrophes
| Maisonsgoutte | Saint-Martin | Villé     |
| Lalaye        | Bassemberg   |           |
|               | Fouchy       | Breitenau |

### Géologie
Le territoire communal repose sur le bassin houiller de la vallée de Villé.

### Hydrographie

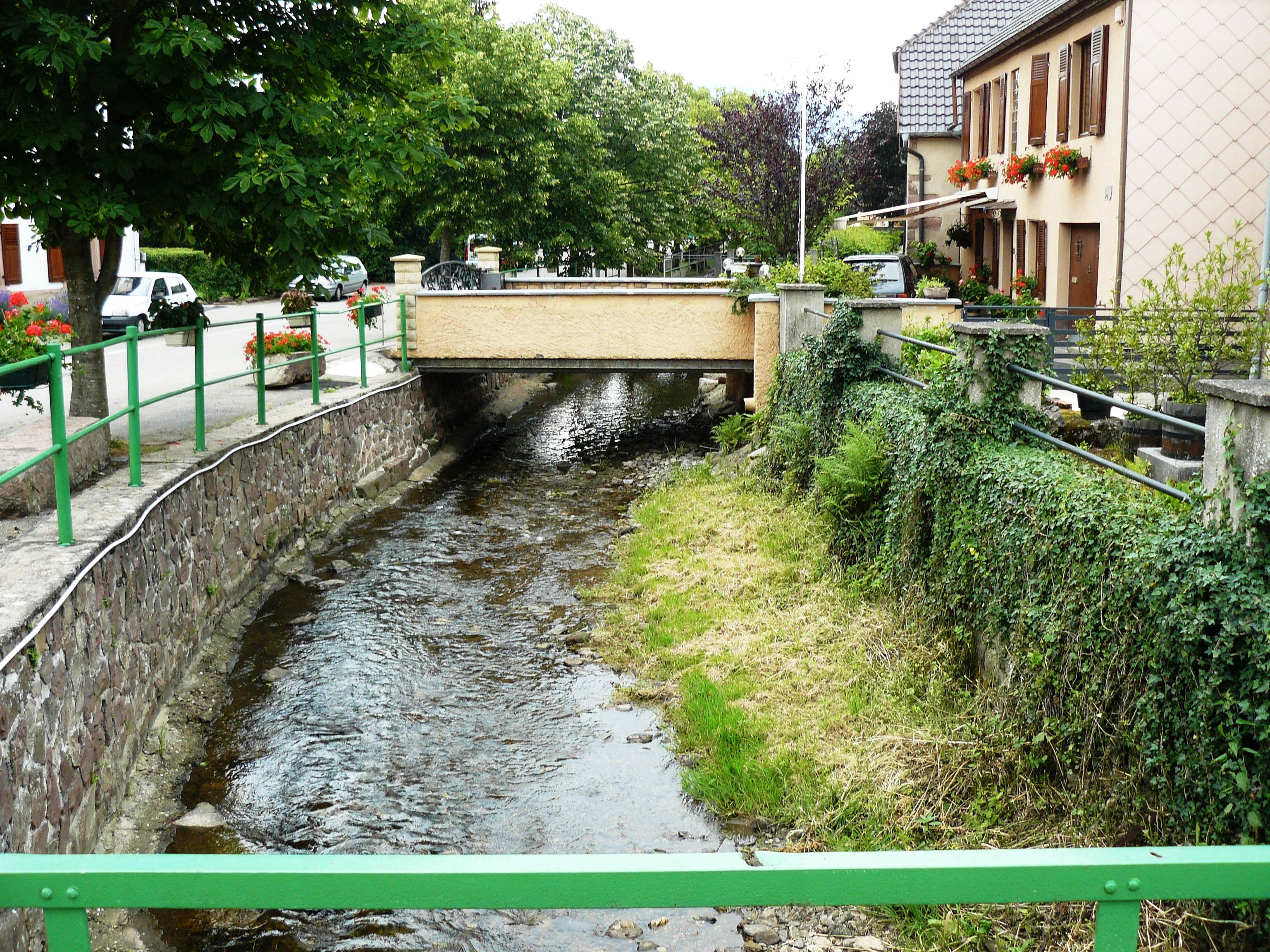
Le Giessen à Bassemberg.

#### Réseau hydrographique
La commune est dans le bassin versant du Rhin au sein du bassin Rhin-Meuse. Elle est drainée par le Giessen,.
Le Giessen, d'une longueur de 34 km, prend sa source dans la commune de Urbeis et se jette  dans l'Ill à Ebersmunster, après avoir traversé 18 communes. 

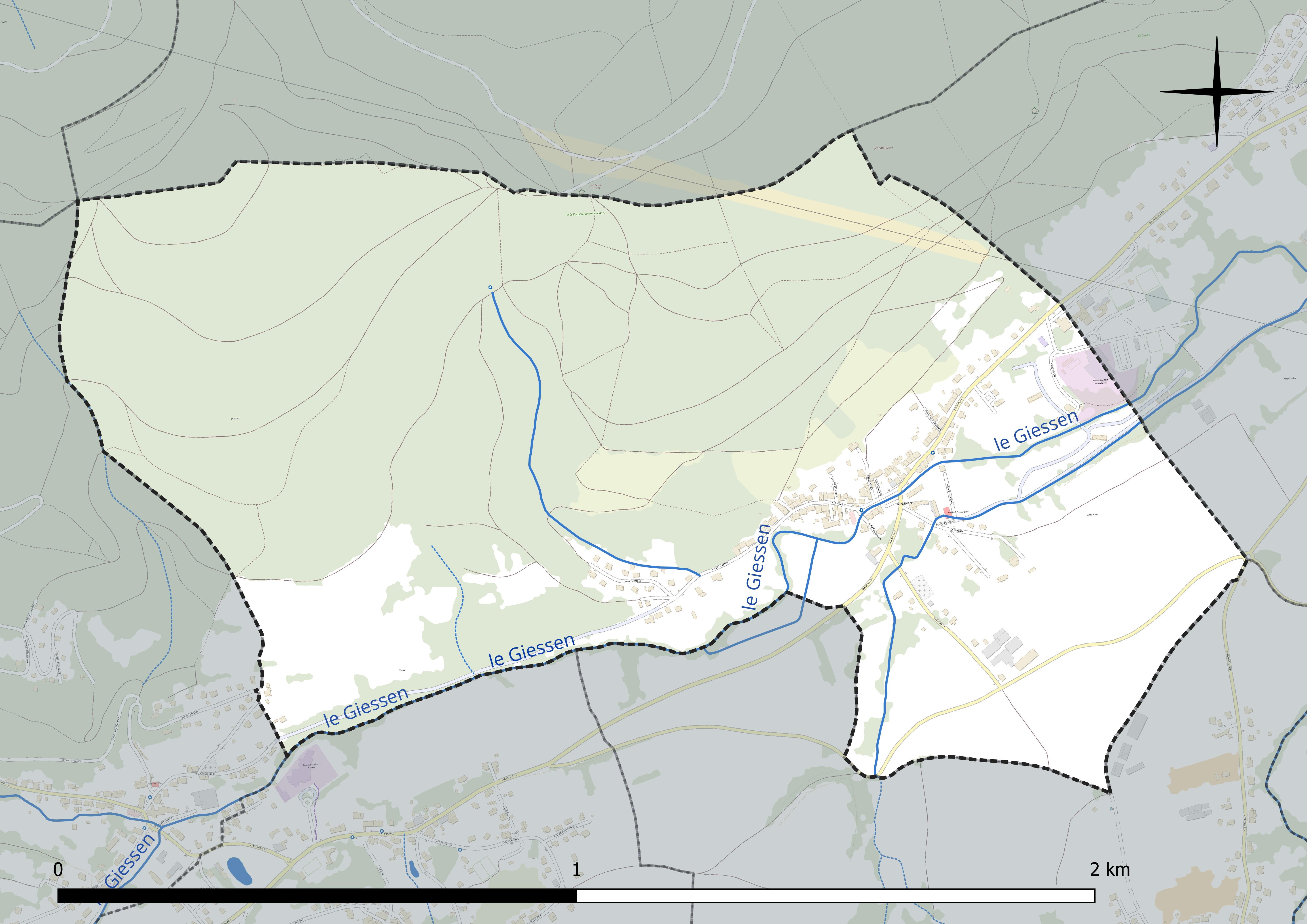
Réseau hydrographique de Bassemberg.

#### Gestion et qualité des eaux
Le territoire communal est couvert par le schéma d'aménagement et de gestion des eaux (SAGE) « Giessen Liepvrette ». Ce document de planification concerne les bassins versants du Giessen et de la Lièpvrette.  Son périmètre s’étend sur 317 km2. Il a été approuvé le 13 avril 2016. La structure porteuse de l'élaboration et de la mise en œuvre est le Syndicat des eaux et de l'assainissement Alsace Moselle. 
La qualité des cours d’eau peut être consultée sur un site dédié géré par les agences de l’eau et l’Agence française pour la biodiversité. 

### Climat
Pour des articles plus généraux, voir Climat du Grand Est et Climat du Bas-Rhin.
En 2010, le climat de la commune est de type climat de montagne, selon une étude du Centre national de la recherche scientifique s'appuyant sur une série de données couvrant la période 1971-2000. En 2020, Météo-France publie une typologie des climats de la France métropolitaine dans laquelle la commune est exposée à un climat semi-continental et est dans la région climatique  Vosges, caractérisée par une pluviométrie très élevée (1 500 à 2 000 mm/an) en toutes saisons et un hiver rude (moins de 1 °C). 
Pour la période 1971-2000, la température annuelle moyenne est de 10,2 °C, avec une amplitude thermique annuelle de 17,5 °C. Le cumul annuel moyen de précipitations est de 865 mm, avec 10,3 jours de précipitations en janvier et 10,6 jours en juillet. Pour la période 1991-2020, la température moyenne annuelle observée sur la station météorologique de Météo-France la plus proche, « Ville », sur la commune de Villé à 2 km à vol d'oiseau, est de 11,3 °C et le cumul annuel moyen de précipitations est de 957,7 mm. 
La température maximale relevée sur cette station est de 39,5 °C, atteinte le 13 août 2003 ; la température minimale est de −19 °C, atteinte le 7 février 1991,,. 
Les paramètres climatiques de la commune ont été estimés pour le milieu du siècle (2041-2070) selon différents scénarios d'émission de gaz à effet de serre à partir des nouvelles projections climatiques de référence DRIAS-2020. Ils sont consultables sur un site dédié publié par Météo-France en novembre 2022.

## Urbanisme

### Typologie
Au 1er janvier 2024, Bassemberg est catégorisée commune rurale à habitat dispersé, selon la nouvelle grille communale de densité à sept niveaux définie par l'Insee en 2022.
Elle appartient à l'unité urbaine de Villé, une agglomération intra-départementale regroupant quatre  communes, dont elle est une commune de la banlieue,,. Par ailleurs la commune fait partie de l'aire d'attraction de Sélestat, dont elle est une commune de la couronne,. Cette aire, qui regroupe 37 communes, est catégorisée dans les aires de 50 000 à moins de 200 000 habitants,.

### Occupation des sols
L'occupation des sols de la commune, telle qu'elle ressort de la base de données européenne d’occupation biophysique des sols Corine Land Cover (CLC), est marquée par l'importance des forêts et milieux semi-naturels (52,8 % en 2018), une proportion identique à celle de 1990 (52,8 %). La répartition détaillée en 2018 est la suivante : forêts (52,8 %), zones agricoles hétérogènes (36,3 %), zones urbanisées (10,8 %). L'évolution de l’occupation des sols de la commune et de ses infrastructures peut être observée sur les différentes représentations cartographiques du territoire : la carte de Cassini (XVIIIe siècle), la carte d'état-major (1820-1866) et les cartes ou photos aériennes de l'IGN pour la période actuelle (1950 à aujourd'hui).

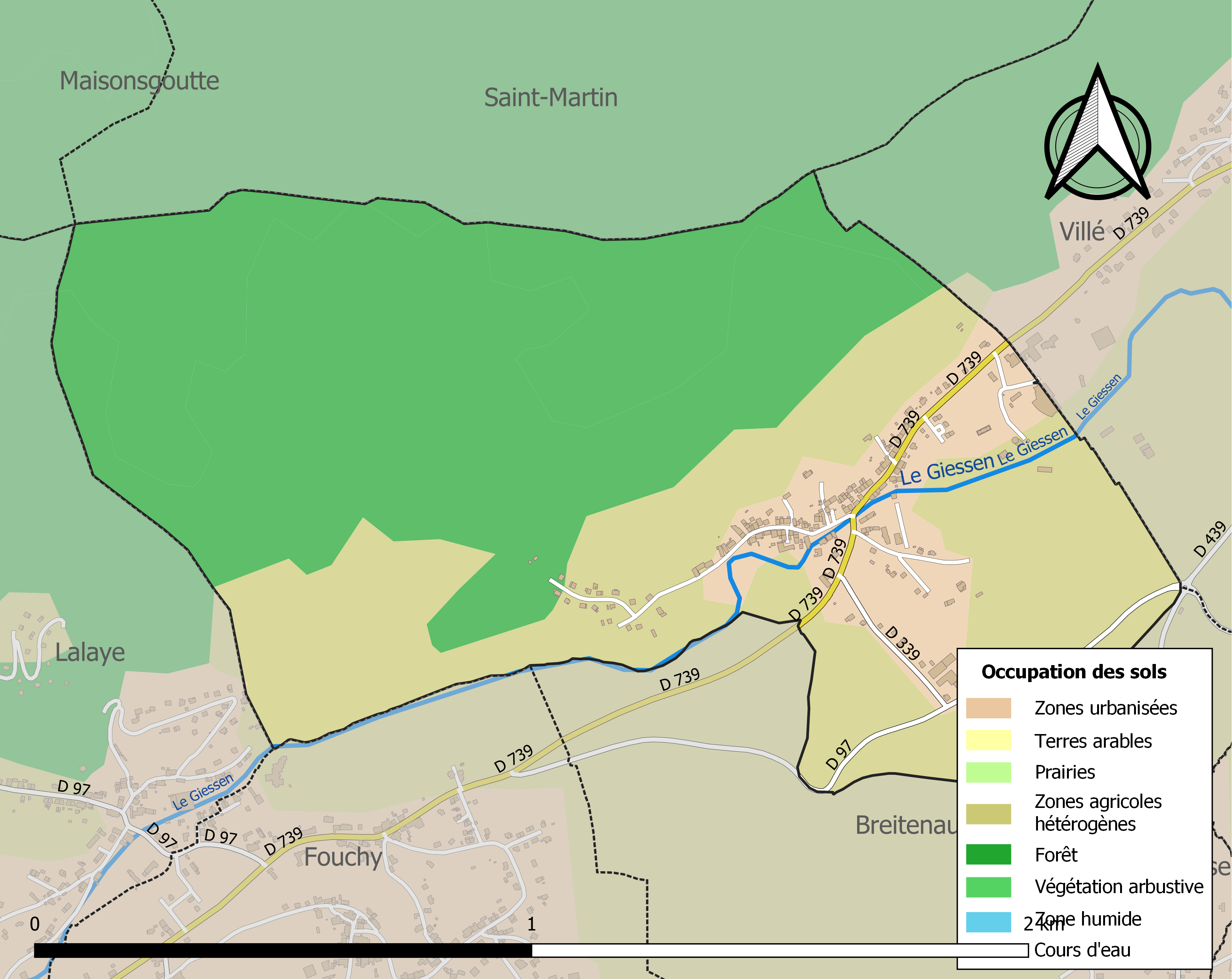
Carte des infrastructures et de l'occupation des sols de la commune en 2018 (CLC).

## Toponymie
Bassenberg en 1361, Bassemberg au XVIIIe siècle. Le nom du village provient peut-être d'un vieux nom germanique, « Badubald » (le courageux). D'autres interprétations peuvent s'appliquer : « der basse », le sanglier, en l'occurrence la montagne des sangliers.

## Histoire

### Un village appartenant à Frédéric de Cuntzmann de Hattstatt
Le village a sans doute été construit au  Moyen Âge  sur l'antique route reliant Villé à Saint-Dié. La localité est citée la première fois en 1361 alors qu'elle est aux mains de Frédéric de Cuntzmann de Hattstatt une puissante famille noble alsacienne. Le village s'est sans doute formé autour d'un moulin et d'un pont sur la Scheer d'Urbeis. Un relevé de 1453 y mentionne une forêt, sans faire état de vastes prairies aux alentours qui serviront de prétextes au fil des siècles et de nombreux procès avec les villages voisins de Lalaye, Charbes, Fouchy et Villé.

### Un règlement
Bassemberg après la fin des conflits qui dévastent la région (Armagnacs, guerre des Rustauds, guerre des Suédois) se dote d'un règlement comportant pas moins que 29 articles. Il s'agit ici en l'occurrence d'un véritable règlement de police rurale qui précise les droits afférents à la forêt, les vignes, le pâtre, les chevaux, les bêtes à corne, porcs, les poules, oies, et même les chiens. Il y est précisé que "tout particulier, marié ou non, qui voudra tenir ménage, devra, comme bon bourgeois, se soumettre à des obligations légales, sinon il devra quitter le village".

### Une communauté israélite
Bassemberg abrite dès le XIXe siècle une petite communauté d'israélites, encore inexistante lors du dénombrement de 1784, mais forte de 21 personnes vers 1850. Une synagogue est créée en 1832. Par la suite la petite communauté juive s'établit à Villé.

### La guerre 1914-1918
La guerre de 1914-1918 transforme la vie du village qui se trouve sur le tracé de la Londonbahn qui fonctionne de juin 1917 jusqu'à l'armistice du 11 novembre 1918. il existe alors à Bassemberg une gare et un bâtiment qui sert de dépôt pour recevoir les armes et le matériel pour être acheminés sur la ligne du front. Le 24 novembre 1918, un enfant de Bassemberg, Emile Waechter, 9 ans est victime d'un accident mortel sur la voie en s'amusant sur un wagonnet avec des camarades de jeu. Au cours de la Première Guerre mondiale le village a perdu 13 habitants.

### Seconde Guerre mondiale
Le village perd au cours de la Seconde Guerre mondiale 12 de ses habitants.

## Politique et administration

### Liste des maires
| Période                                  | Période  | Identité          | Étiquette | Qualité |
| ---------------------------------------- | -------- | ----------------- | --------- | ------- |
| Les données manquantes sont à compléter. |          |                   |           |         |
| 2001                                     | 2008     | André Barthelme   |           |         |
| mars 2008                                | mai 2020 | André Barthelme   |           |         |
| mai 2020                                 | En cours | Emmanuel Eschrich |           |         |

## Population et société

### Démographie
L'évolution du nombre d'habitants est connue à travers les recensements de la population effectués dans la commune depuis 1793. Pour les communes de moins de 10 000 habitants, une enquête de recensement portant sur toute la population est réalisée tous les cinq ans, les populations de référence des années intermédiaires étant quant à elles estimées par interpolation ou extrapolation. Pour la commune, le premier recensement exhaustif entrant dans le cadre du nouveau dispositif a été réalisé en 2005.

En 2022, la commune comptait 223 habitants, en évolution de −12,55 % par rapport à 2016 (Bas-Rhin : +3,17 %, France hors Mayotte : +2,11 %).
| 1793 | 1800 | 1806 | 1821 | 1831 | 1836 | 1841 | 1846 | 1851 |
| ---- | ---- | ---- | ---- | ---- | ---- | ---- | ---- | ---- |
| 279  | 252  | 339  | 387  | 429  | 429  | 400  | 423  | 406  |

| 1856 | 1861 | 1866 | 1871 | 1875 | 1880 | 1885 | 1890 | 1895 |
| ---- | ---- | ---- | ---- | ---- | ---- | ---- | ---- | ---- |
| 399  | 398  | 377  | 380  | 353  | 331  | 306  | 287  | 269  |

| 1900 | 1905 | 1910 | 1921 | 1926 | 1931 | 1936 | 1946 | 1954 |
| ---- | ---- | ---- | ---- | ---- | ---- | ---- | ---- | ---- |
| 287  | 296  | 296  | 259  | 252  | 244  | 249  | 218  | 217  |

| 1962 | 1968 | 1975 | 1982 | 1990 | 1999 | 2005 | 2006 | 2010 |
| ---- | ---- | ---- | ---- | ---- | ---- | ---- | ---- | ---- |
| 213  | 216  | 197  | 187  | 234  | 232  | 260  | 264  | 265  |

| 2015 | 2020 | 2022 | - | - | - | - | - | - |
| ---- | ---- | ---- | - | - | - | - | - | - |
| 256  | 225  | 223  | - | - | - | - | - | - |

## Culture locale et patrimoine

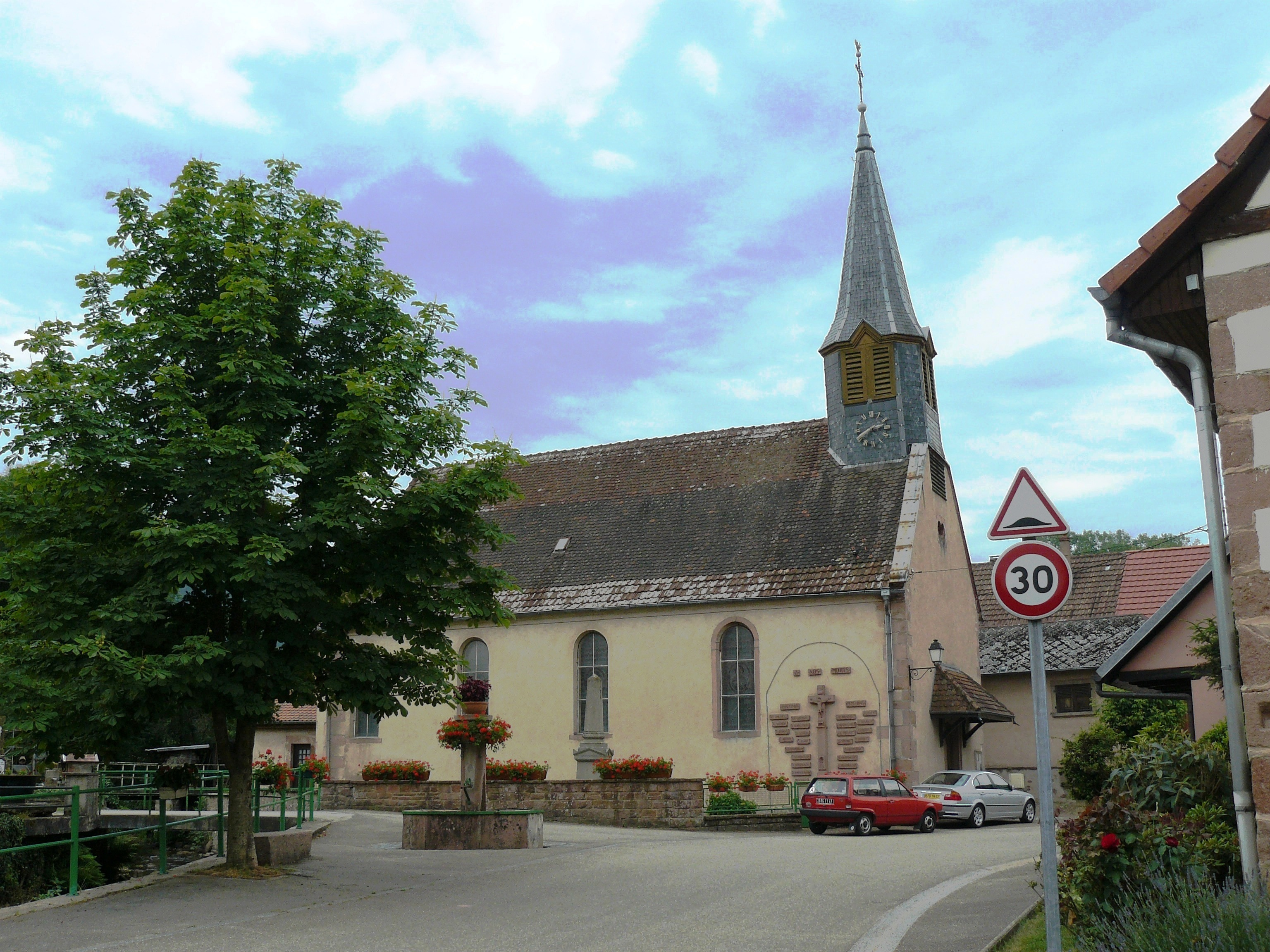
L'église Saint-Quirin.

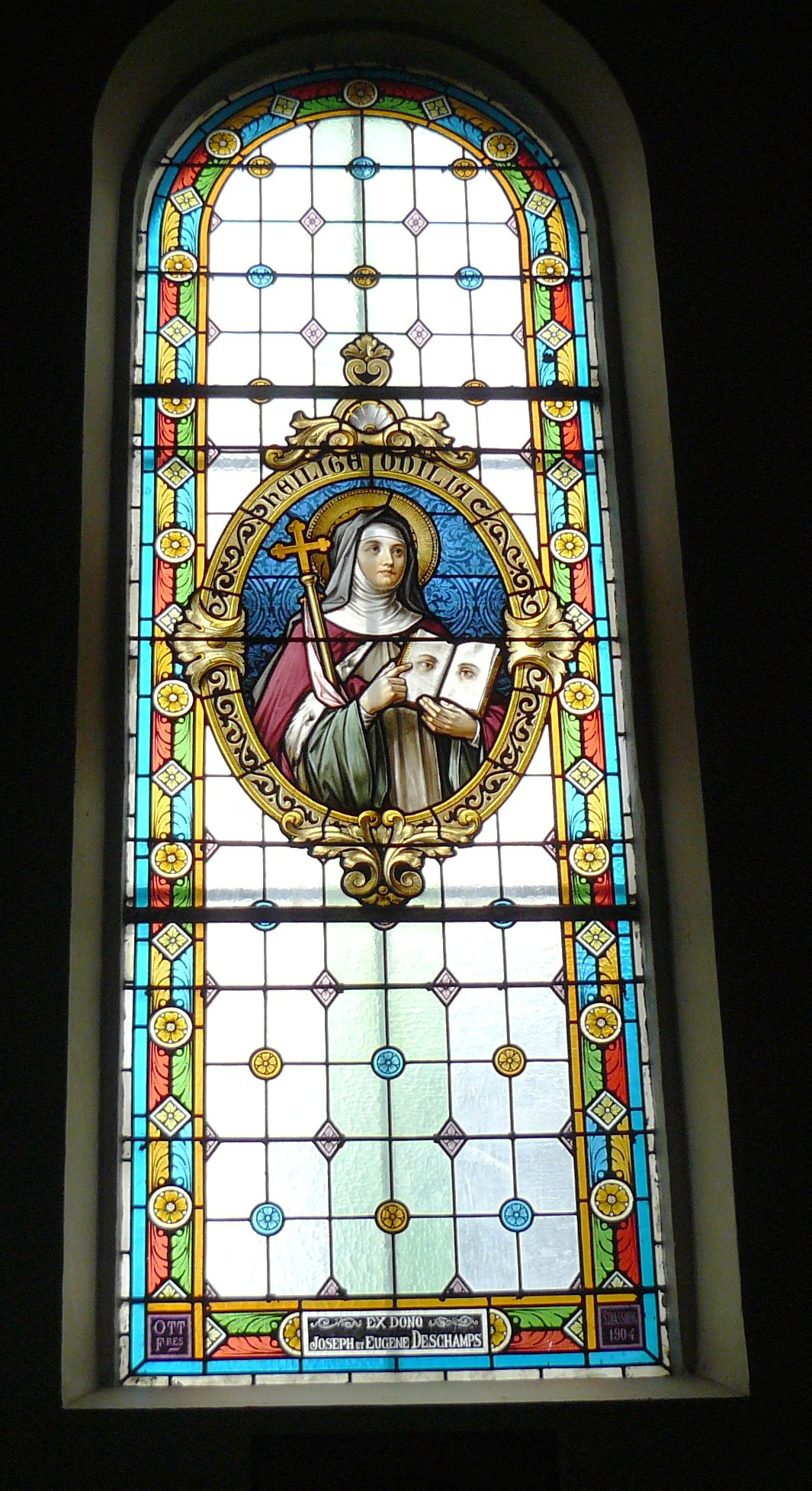
Vitrail de sainte Odile.

### Lieux et monuments

#### Église Saint-Quirin
L'église a sans doute été construite autour d'une ancienne chapelle édifiée au XVIe ou au XVIIe siècle. Reconstruite en 1751, elle est agrandie en 1867 lorsque le village connaît une expansion démographique. Bassemberg avait jadis un pèlerinage local comme il en existait un peu partout en Alsace. Les malades atteints de rhumatismes venaient implorer le secours auprès de saint Quirin. Les pèlerins qui venaient essentiellement du Val de Villé, n'avaient pas les moyens de se rendre au village de Saint-Quirin en Moselle où la tête du saint reposait dans un reliquaire. À l'image de la taille du village, Bassemberg ne possède qu'une modeste église dédiée à saint Quirin, martyr romain. Un tableau de 2 m x 3 m placé à droite dans la nef, rappelle le baptême de ce tribun romain converti avec sa fille Balbina par le pape Alexandre Ier (105-117). Tout d'abord martyrisé sur un gril, on lui coupa successivement main, pied et langue pour finalement le décapiter.
L'église est éclairée par des vitraux sortis des ateliers Ott Frères de Strasbourg. Dans leurs médaillons centraux, on relève dans le chœur l'Immaculée Conception et saint Joseph, dans la nef sainte Anne, sainte Odile, sainte Madeleine à gauche, saint Antoine, saint Arbogast et saint Florent à droite. Deux piliers en bois soutiennent une tribune où un premier orgue est installé en 1897. Qualifié en 1928 de « vieil instrument sans valeur », il est enlevé en 1958 et remplacé par un harmonium, puis par un orgue électronique.

#### Ancienne synagogue
Située 6 rue Principale, cette ancienne synagogue a abrité le premier lieu de culte de la petite communauté juive du val de Villé. D’abord situé à Bassemberg, la synagogue est transférée à Villé au XIXe siècle pour des raisons essentiellement commerciales. Vendue à des particuliers depuis de nombreuses années, elle est détruite par un incendie en octobre 2011.

#### Petits monuments
Calvaires

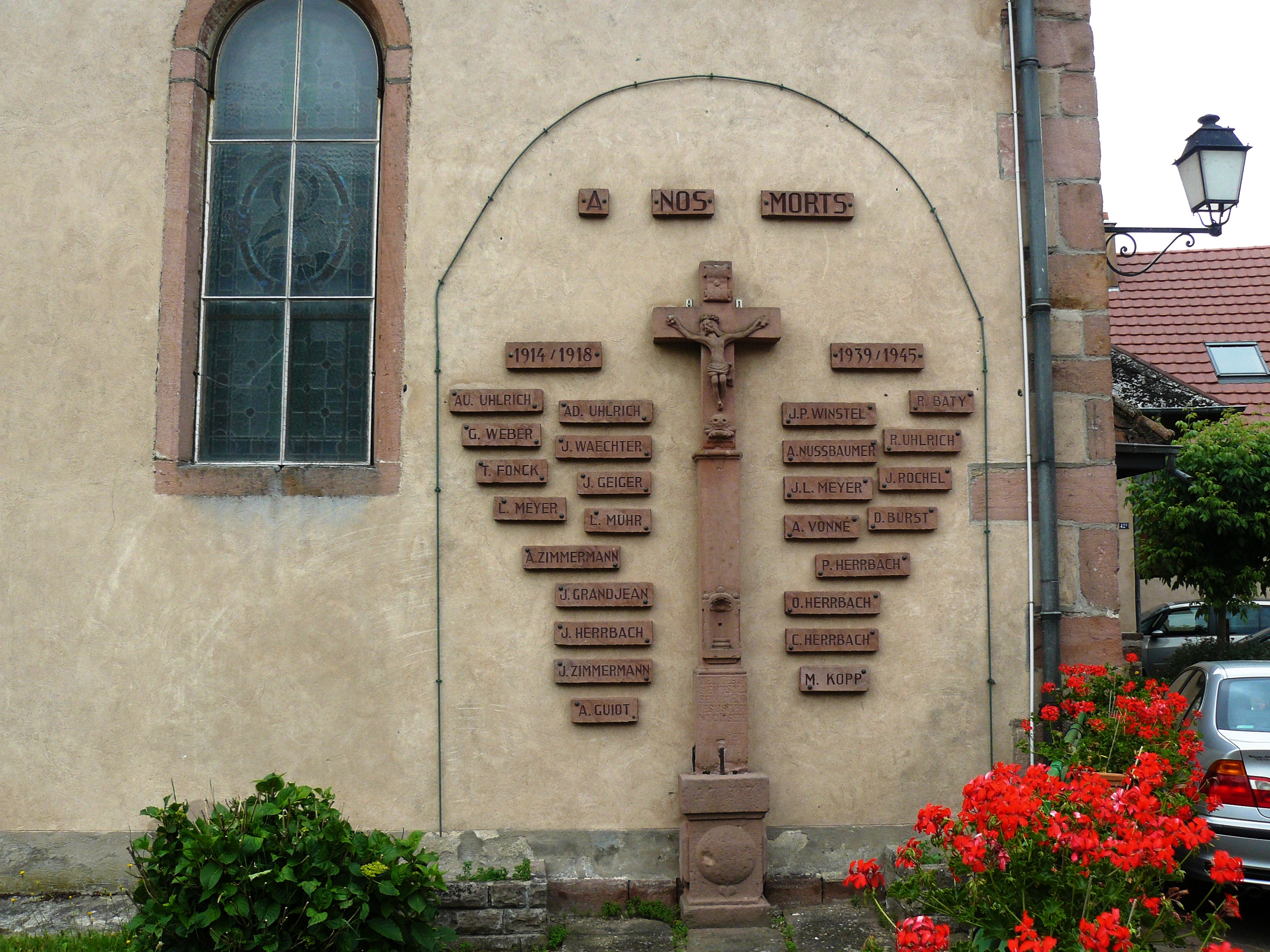
Croix du XVIIIe siècle accolée sur le mur de l'église avec une niche finement taillée.

Bassemberg possède neuf croix encore en parfait état dont cinq remontent au XVIIIe siècle. La croix de l'ancien cimetière est la mieux conservée. Déplacée par la commune pour être mise en valeur, elle est bien protégée par le mur gouttereau est de l'église. Une jolie niche finement taillée décore le fût où figure l'inscription: Meint Testament Soll Sein Am/End Jesus Maria und Joseph Amen (Mon testament à ma fin devra être Jésus, Marie et Joseph. Amen). En bas, sur le piédestal est gravé le millésime 1737. Le calvaire est entouré des noms des victimes des deux guerres mondiales.
Une autre croix de 1737 se dresse sur la limite communale entre Bassemberg et Breitenau, située près d'un réservoir d'eau. Elle souffre malheureusement de salissures dues à deux sapins. C'est une croix-bornes, les lettres B.B. (Bassemberg/Breitenau) sont gravées dans le fût de part et d'autre d'un motif floral. Au pied se trouve une borne dont les armoiries ont été endommagées par le temps et peut-être par des Révolutionnaires. Le blason des Rathsamhausen Zum Stein, un moment propriétaire de la seigneurie de Villé et celui du Grand Chapitre de la Cathédrale de Strasbourg, propriétaire du Comte-Ban, donc de Breitenau s'y dessine. Une autre borne du même type se profile un peu plus loin sur le chemin.
Pierre-Bornes
La partie méridionale de l'ancienne forêt de l'abbaye de Honcourt bordée par des bornes de 1757 sert de frontière aux communes de Bassemberg et de Saint-Martin. C'est en parcourant la limite entre Villé et Bassemberg que l'on rencontre quatre bornes de 1769 avec l'emblème de Villé.
Banc du Second Empire
À la sortie de Bassemberg, en direction de Fouchy, on remarque sur le côté gauche de la CD 39 un banc en bon état du Second Empire. Il fait partie des cinq bancs de 1854 conservés dans le Val de Villé. Ils ont été érigés en l'honneur de l'impératrice Eugénie de Montijo.

#### Architecture

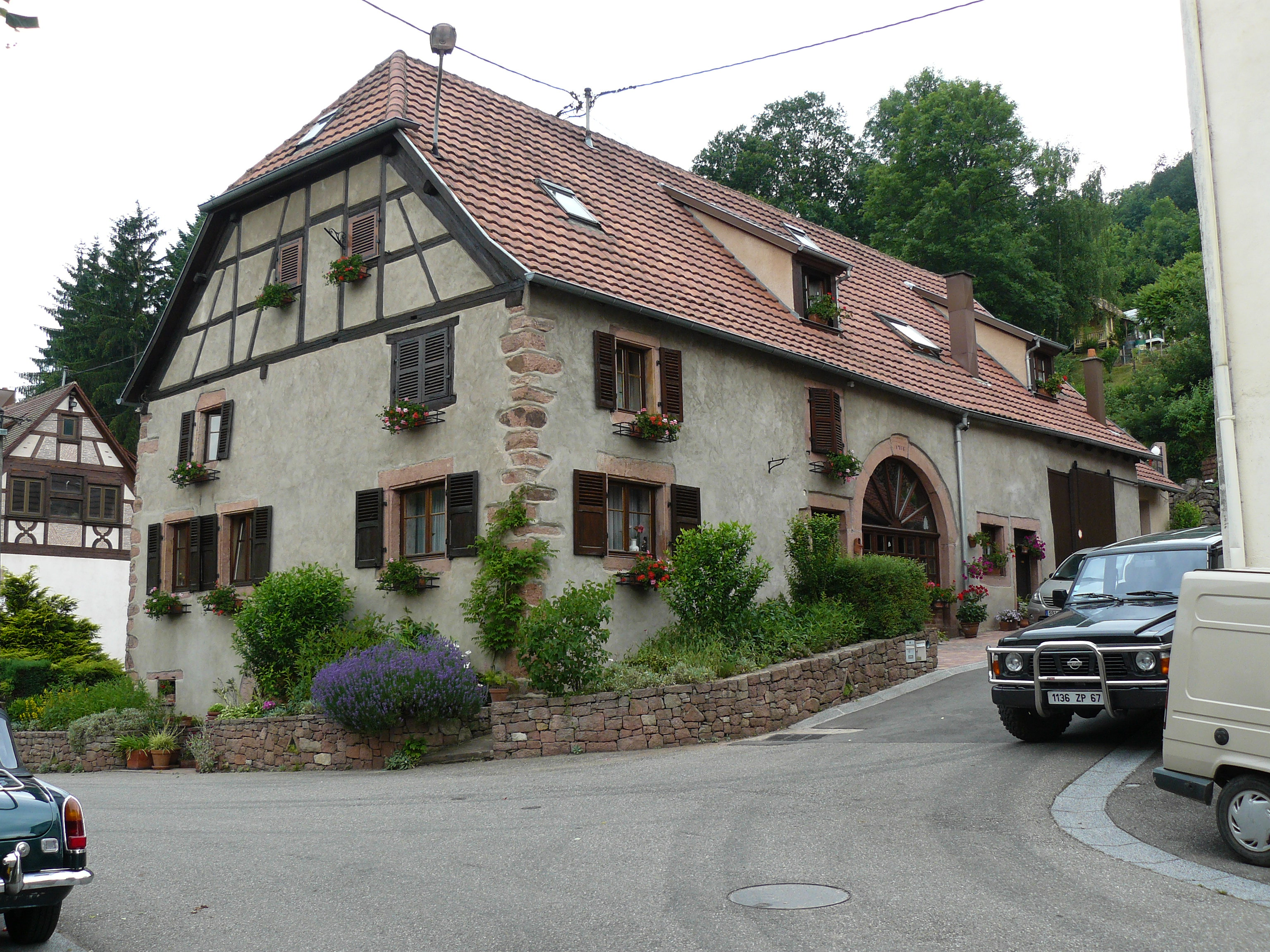
Ancienne ferme rénovée de type vosgien.

Bassemberg s'est développée le long de la route reliant Villé à Lalaye. L'agglomération épouse la forme d'un village-rue en S étiré. L'habitat a tenu compte de la présence de la rivière.
Les bâtiments situés dans la zone inondable ont placé leur cave de plain-pied avec le niveau du sol. Le logis se trouve donc au premier étage. Les maisons ont adopté la disposition de fermes de type vosgien. Les constructions généralement parallèles à la rue, présentent successivement, en partant du mur-pignon avant, l'entrée cintrée du cellier, la porte d'accès au logis, la porte cintrée de la grange, la porte de l'étable. Quelques bâtiments remontent au XVIIIe siècle, ce sont en majorité des édifices de taille modeste. Souvent à cause du manque de place, ils ont été accolés par groupe de deux ou de trois.

### Héraldique
| Blason de Bassemberg | Blason  | D'or à la croix d'azur cantonnée de vingt billettes du même, cinq par canton ordonnées en sautoir. |
| Blason de Bassemberg | Détails | |